# Anders Lange (professor)
Anders Lange, född 8 november 1938 i Warszawa, död 18 februari 2021 i Stockholm, var en svensk doktor i psykologi, docent i pedagogik samt professor, emeritus i internationell migration och etniska relationer vid Stockholms universitet.

## Biografi

### Uppväxt och utbildning
Lange föddes i Warszawa, Polen, strax innan andra världskrigets utbrott, och kom som 16-åring till Stockholm 1955. Hans far och farfar hade redan bott i Sverige tidigare. Lange studerade vid Norra Latin och tog studentexamen 1957. Han började studera psykologi 1959 vid dåvarande Stockholms högskola, och disputerade år 1970. Samma år antogs Lange som lektor i pedagogik vid Stockholms universitet.  

### Yrkesliv
Anders första forskningspublikation Litet vetenskapsteoretiskt lexikon  ut kom år 1973 och användes i läroplan på pedagogiska institutet vid Stockholms universitet. 
På regeringens beslut antogs Lange 1979 som expert i invandrarfrågor i Diskrimineringsutredningen (DU)  för att forska i fördomar och diskrimineringsfrågor mot invandrare. 1981 skrev Lange tillsammans med doktorand Charles Westin antologin Etnisk diskriminering och social identitet : forskningsöversikt och teoretisk analys (1981)  på beställning av DU. 
År 1983 var han del av etableringen av Centrum för forskning om internationell migration och etniska relationer (CEIFO) på Socialantropologiska institutet vid Stockholms universitet . Genom sitt omfattade arbete hos CEIFO etablerade Lange kontakt med internationellt ledande forskare bl.a. Michael Banton , Henri Tajfel  och John Rex. 
Forskningen Lange publicerade genom CEIFO hade stort inflytande bland andra forskare såväl i mediadebatter gällande diskriminering, rasism och identitet. 1994 tilldelades han en professur i internationell migration och etniska relationer, framtill pensioneringen 2005. Lange var bland annat den första professorn i Sverige som ombads att kartlägga diskriminering gentemot samer, rapporten publicerades 1998 - Samer om diskriminering : en enkät- och intervjuundersökning om etnisk diskriminering på uppdrag av Diskrimineringsombudsmannen (DO).  
Utifrån Langes omfattande forskning var hans serierapport Invandrare om diskriminering : en enkät- och intervjuundersökning om etnisk diskriminering på uppdrag av Diskrimineringsombudsmannen. Rapporterna pågick mellan år 1996-1999 där Lange kartlagde invandrares uppfattning om diskriminering i Sverige.  
År 1997 publicerade Lange en av sina mest omfattande rapporter utgiven av CEIFO - Utsatthet för etniskt och politiskt relaterat våld m m, spridning av rasistisk och antirasistisk propaganda samt attityder till demokratin m m bland skolelever (1997) Resultatet diskuterades flitigt i media om att ungdomar ansåg demokrati inte var tillfredsställande samt ifall förintelsen överhuvudtaget skedde. På grund av detta tog dåvarande statsministern Göran Persson beslutet att etablera myndigheten Forum för levande historia.. Myndighetens huvudsyfte var att utbilda människor kring  områdena - intolerans, människors lika värde, förintelsen, rasism och andra brott mot mänskligheten.  Lange var sedan etableringen senior vetenskapsrådgivare åt Forum för levande historias flertal undersökningar. 
Langes sista forskningsrapport för Forum för levande historia Undersökning om lärarens erfarenhet av och uppfattningar kring undervisning om Förintelsen (2008) . I rapporten framlade han hård kritik gentemot utbildningarna på svenska lärosätena kring Förintelsen. Utifrån enkätsvaren visade sig att lärarna inte kom ihåg fundamentala datum i förintelsen. Vissa lärare hade till och med svarat att de inte var säkra på ifall förintelsen faktiskt skett . Undersökningen kritiserades därför enkäten ansågs vara alltför svår och detalj inriktad . Kritiken besvarades av Lange, metoden som användes i undersökningen var välkänd för liknande studier dessutom behövdes resultaten ses i sin helhet.   
År 1996 bistod Lange tillsammans med Westin på begäran av Brottsförebyggande rådet (BRÅ) inför deras första rapport gällande invandrare samt invandrares barns representation inom brottsligheten i Sverige .  
År 1992 publicerade Lange boken Reflektioner kring rasism (1992)  där han ville rengöra i överanvändningen av begreppet vilket enligt honom lett till missbruk av forskare, aktivister men främst journalister.  

### Andra uppdrag
Efter pensioneringen var Lange skribent i Sans-tidskriften flertal tillfällen  .   